# Campeonato Russo de Futebol de 2003 - Terceira Divisão
O Campeonato Russo de Futebol - Terceira Divisão de 2003 foi o décimo segundo torneio desta competição. Participaram noventa e três equipes. O nome do campeonato era "Segunda Divisão" (Vtórai Divizion), dado que a primeira divisão era a "Divisão Suprema" (Vysshaia Divizion) e a segunda divisão era a "Primeira Divisão" (Perváia Divizion). O campeonato era dividido em cinco torneios independentes - Zona Leste, Oeste, Central, Sul e Ural-Volga sendo 20 na Oeste, 20 na Central, 20 na Sul, 20 na Ural-Volga e 13 na Leste.

## Participantes da Zona Oeste
| Equipe                                | Cidade               | Região                | No ano anterior                                                  | Estádio                  | Capacidade | Títulos             | Participações |
| ------------------------------------- | -------------------- | --------------------- | ---------------------------------------------------------------- | ------------------------ | ---------- | ------------------- | ------------- |
| FC Dinamo Vologda                     | Vologda              | Oblast de Vologda     | Décimo Quarto Lugar                                              | Estádio Dínamo           | 10.000     | 0 (não possui)      | 11            |
| FC Mosenergo Moscovo                  | Prospekt Vernadskogo | Moscovo               | Décimo Primeiro Lugar                                            | --                       | --         | 0 (não possui)      | 9             |
| FC Spartak Shchyolkovo                | Shchyolkovsky        | Oblast de Moscovo     | Décimo Lugar                                                     | Estádio Spartak          | 500        | 0 (não possui)      | 10            |
| FC Spartak Kostroma                   | Kostroma             | Oblast de Kostroma    | Décimo Sétimo Lugar                                              | Estádio Urojay           | 3.200      | 0 (não possui)      | 8             |
| FC Volochanin-Ratmir Vyshny Volochyok | Vyshny Volochyok     | Oblast de Tver        | Décimo Segundo Lugar                                             | Estádio Spartak          | 5.000      | 0 (não possui)      | 8             |
| FC Sportakademklub Moscovo            | Izmaylovo            | Moscovo               | Décimo Terceiro Lugar                                            | Estádio FOP Izmaylovo    | 10.000     | 0 (não possui)      | 7             |
| FC Pskov-2000                         | Pskov                | Oblast de Pskov       | Quinto Lugar                                                     | Estádio Mashinostroitel  | ---        | 0 (não possui)      | 7             |
| FC Severstal Cherepovets              | Cherepovets          | Oblast de Vologda     | Sexto Lugar                                                      | Estádio Metallurg        | 11.500     | 1 (2000 Zona Oeste) | 4             |
| FC Uralan Plus Moscovo                | Khoroshevo-Mnevniki  | Moscovo               | Terceiro Lugar                                                   | Estádio Oktyabr          | 3.060      | 0 (não possui)      | 4             |
| FC Spartak-Telekom Shuya              | Shuya                | Oblast de Ivanovo     | Nono Lugar                                                       | Estádio Trud VM Metelsky | ---        | 0 (não possui)      | 6             |
| FC Torpedo Vladimir                   | Vladimir             | Oblast de Vladimir    | Décimo Sexto Lugar                                               | Estádio Torpedo          | 19.700     | 0 (não possui)      | 6             |
| FC Lokomotiv São Petersburgo          | Tsentralny           | São Petersburgo       | Décimo Quinto Lugar                                              | Estádio Kirov            | 100.000    | 0 (não possui)      | 7             |
| FC Svetogorets Svetogorsk             | Vyborgsky            | Oblast de Leningrado  | Quarto Lugar                                                     | Estádio Central          | --         | 0 (não possui)      | 3             |
| FC Arsenal Tula                       | Tula                 | Oblast de Tula        | Vice Campeão                                                     | Estádio Arsenal          | 20.048     | 1 (1997 Zona Oeste) | 8             |
| BSK                                   | Spirovsky            | Oblast de Tver        | Sétimo Lugar                                                     | ---                      | ---        | 0 (não possui)      | 2             |
| FC Petrotrest São Petersburgo         | Petrogrado           | São Petersburgo       | Acesso pelo Campeonato Russo de Futebol de 2002 - Quarta Divisão | Estádio Petrovsky        | 21.570     | 0 (não possui)      | 1             |
| FC Reutov                             | Reutov               | Oblast de Moscovo     | Acesso pelo Campeonato Russo de Futebol de 2002 - Quarta Divisão | Estádio Start            | 2.000      | 0 (não possui)      | 1             |
| FC Vidnoye                            | Leninsky             | Oblast de Moscovo     | Acesso pelo Campeonato Russo de Futebol de 2002 - Quarta Divisão | Estádio Start            | 2.000      | 0 (não possui)      | 1             |
| FC Tekstilshchik Ivanovo              | Ivanovo              | Oblast de Ivanovo     | Acesso pelo Campeonato Russo de Futebol de 2002 - Quarta Divisão | Estádio Tekstilshchik    | 9.565      | 0 (não possui)      | 6             |
| FC Pikalyovo                          | Boksitogorsky        | Oblast de Leningrado] | Acesso pelo Campeonato Russo de Futebol de 2002 - Quarta Divisão | --                       | --         | 0 (não possui)      | 1             |

## Participantes da Zona Central
| Equipe                          | Cidade          | Região                   | No ano anterior                    | Estádio                  | Capacidade | Títulos               | Participações |
| ------------------------------- | --------------- | ------------------------ | ---------------------------------- | ------------------------ | ---------- | --------------------- | ------------- |
| FC AgroKomplekt Riazan          | Riazan          | Oblast de Riazan         | Sétimo Lugar                       | Estádio CSK              | 25.000     | 0 (não possui)        | 11            |
| FC Don Novomoskovsk             | Novomoskovsky   | Oblast de Tula           | Oitavo Lugar                       | Estádio Khimik           | 5.200      | 0 (não possui)        | 9             |
| FC Oriol                        | Oriol           | Oblast de Oriol          | Quinto Lugar                       | Estádio Central          | 14.600     | 0 (não possui)        | 9             |
| FC Spartak Tambov               | Tambov          | Oblast de Tambov         | Sexto Lugar                        | Estádio Spartak          | 6.500      | 0 (não possui)        | 9             |
| FC Kosmos Yegoryevsky           | Yegoryevsky     | Oblast de Moscovo        | Décimo Primeiro Lugar              | ---                      | ---        | 0 (não possui)        | 7             |
| FC Spartak Lukhovitsy           | Lukhovitsky     | Oblast de Moscovo        | Décimo Lugar                       | Estádio Spartak          | 4.400      | 0 (não possui)        | 6             |
| FC Dínamo Briansk               | Briansk         | Oblast de Briansk        | Quarto Lugar                       | Estádio Dínamo           | 10.100     | 0 (não possui)        | 6             |
| FC Dínamo Tula                  | Tula            | Oblast de Tula           | Décimo Sexto Lugar                 | Estádio Arsenal          | 20.048     | 0 (não possui)        | 6             |
| FC Titan Moscovo                | Reutov          | Oblast de Moscovo        | Décimo Terceiro Lugar              | ---                      | --         | 0 (não possui)        | 6             |
| FC Lokomotiv Kaluga             | Kaluga          | Oblast de Kaluga         | Décimo Segundo Lugar               | Estádio Central          | 4.000      | 0 (não possui)        | 6             |
| FC Avangard Kursk               | Kursk           | Oblast de Kursk          | Décimo Quinto Lugar                | Estádio Trudovye Rezervy | 11.329     | 0 (não possui)        | 8             |
| FC Ielets                       | Ielets          | Oblast de Lipetsk        | Nono Lugar                         | Estádio Trud             | 8.800      | 0 (não possui)        | 4             |
| FC Znamya Truda Orekhovo-Zuyevo | Orekhovo-Zuyevo | Oblast de Moscovo        | Décimo Sétimo Lugar                | Estádio Znamya Truda     | 8.300      | 1 (1998 Zona Central) | 9             |
| FC Salyut-Energiya Belgorod     | Belgorod        | Oblast de Belgorod       | Terceiro Lugar                     | Estádio Salyut           | 12.000     | 1 (1993 Zona 02)      | 8             |
| FC Vityaz Podolsk               | Podolsk         | Oblast de Moscovo        | Vice Campeão                       | Estádio Avangard         | 4.500      | 0 (não possui)        | 3             |
| FC Biokhimik-Mordovia Saransk   | Saransk         | Mordóvia                 | Quinto Lugar (Zona Volga)          | Estádio Start            | 11.581     | 0 (não possui)        | 6             |
| FC Torpedo Pavlovo              | Pavlovsky       | Oblast de Níjni Novgorod | Sétimo Lugar (Zona Volga)          | Estádio Torpedo          | 6.000      | 0 (não possui)        | 11            |
| FC SibUr Khimik Dzerzhinsk      | Dzerjinsk       | Oblast de Níjni Novgorod | Décimo Primeiro Lugar (Zona Volga) | Estádio Khimik           | 10.000     | 0 (não possui)        | 8             |
| FC Zenit Penza                  | Penza           | Oblast de Penza          | Nono Lugar (Zona Volga)            | Estádio Primeiro de Maio | 5.000      | 0 (não possui)        | 7             |
| FC Iskra Engels                 | Engels          | Oblast de Saratov        | Décimo Terceiro Lugar (Zona Volga) | Estádio Municipal        | 12.000     | 0 (não possui)        | 7             |
| FC Metallurg Vyksa              | Vyksa           | Oblast de Níjni Novgorod | Décimo Lugar (Zona Volga)          | ---                      | ---        | 0 (não possui)        | 5             |

## Participantes da Zona Leste
| Equipe                            | Cidade             | Região                | No ano anterior       | Estádio                     | Capacidade | Títulos                              | Participações |
| --------------------------------- | ------------------ | --------------------- | --------------------- | --------------------------- | ---------- | ------------------------------------ | ------------- |
| FC Dínamo Barnaul                 | Barnaul            | Krai de Altai         | Quarto Lugar          | Estádio Dínamo              | 16.000     | 0 (não possui)                       | 9             |
| FC Amur Blagoveshchensk           | Blagoveshchensk    | Oblast de Amur        | Sétimo Lugar          | Estádio Amur                | 13.500     | 0 (não possui)                       | 11            |
| FC Selenga Ulan-Ude               | Ulan-Ude           | Buriácia              | Décimo Sexto Lugar    | Estádio Central de Buriácia | 10.000     | 0 (não possui)                       | 10            |
| FC Chkalovets-Olimpik Novosibirsk | Novosibirsk        | Oblast de Novosibirsk | Décimo Quarto Lugar   | Estádio Spartak             | 12.500     | 0 (não possui)                       | 3             |
| FC Okean Nakhodka                 | Nakhodka           | Krai do Litoral       | Décimo Primeiro Lugar | Estádio Vodnik              | 10.000     | 0 (não possui)                       | 7             |
| FC Zvezda Irkutsk                 | Irkutsk            | Oblast de Irkutsk     | Nono Lugar            | Estádio Trud                | 28.500     | 0 (não possui)                       | 5             |
| FC Luch-Energiya Vladivostok      | Vladivostok        | Krai do Litoral       | Sexto Lugar           | Estádio Dínamo              | 10.500     | 0 (não possui)                       | 6             |
| FC Sibiryak Bratsk                | Bratsk             | Oblast de Irkutsk     | Décimo Terceiro Lugar | Estádio Metallurg           | 8.000      | 0 (não possui)                       | 6             |
| FC Irtysh Omsk                    | Omsk               | Oblast de Omsk        | Quinto Lugar          | Estádio Estrela Vermelha    | 18.000     | 1 (1996 Zona Leste)                  | 6             |
| FC Shakhtyor Prokopyevsk          | Prokopyevsk        | Oblast de Kemerovo    | Décimo Segundo Lugar  | Estádio Shakhtyor           | 8.500      | 0 (não possui)                       | 6             |
| FC Chkalovets-1936 Novosibirsk    | Novosibirsk        | Oblast de Novosibirsk | Vice Campeão          | Estádio Spartak             | 12.500     | 1 (1994 Zona Sibéria)                | 7             |
| FC Smena Komsomolsk-na-Amure      | Komsomolsk do Amur | Krai de Khabarovsk    | Décimo Lugar          | Estádio Vanguard            | 16.000     | 0 (não possui)                       | 4             |
| FC Metallurg Krasnoyarsk          | Krasnoyarsk        | Krai de Krasnoyarsk   | Décimo Segundo Lugar  | Estádio Central             | 22.500     | 2 (1995 Zona Leste, 1998 Zona Leste) | 5             |

## Participantes da Zona Sul
| Equipe                             | Cidade             | Região                  | No ano anterior                                                    | Estádio                  | Capacidade | Títulos           | Participações |
| ---------------------------------- | ------------------ | ----------------------- | ------------------------------------------------------------------ | ------------------------ | ---------- | ----------------- | ------------- |
| FC Kavkazkabel Prokhladny          | Prokhladny         | Cabárdia-Balcária       | Décimo Lugar                                                       | --                       | --         | 0 (não possui)    | 12            |
| FC Avtodor Vladikavkaz             | Vladikavkaz        | Ossétia do Norte-Alânia | Quarto Lugar                                                       | Estádio SOK Tedeyev      | 3.000      | 1 (1992 Zona 02)  | 11            |
| FC Angust Nasran                   | Nazran             | Inguchétia              | Sétimo Lugar                                                       | Estádio Rashid Aushev    | 3.500      | 0 (não possui)    | 8             |
| FC Dínamo Makhachkala              | Mahackala          | Daguestão               | Vice Campeão                                                       | Estádio Dínamo           | 15.200     | 0 (não possui)    | 8             |
| FC Slaviansk Slaviansk do Kuban    | Slaviansk do Kuban | Krai de Krasnodar       | Nono Lugar                                                         | --                       | --         | 0 (não possui)    | 8             |
| FC Shakhtyor Shakhty               | Shakhty            | Oblast de Rostov        | Décimo Sexto Lugar                                                 | Estádio Shakhty          | ---        | 0 (não possui)    | 8             |
| FC Drujba Maikop                   | Maikop             | Adiguésia               | Oitavo Lugar                                                       | Estádio Yunost           | 7.000      | 0 (não possui)    | 5             |
| FC Vityaz Krymsk                   | Krymsky            | Krai de Krasnodar       | Décimo Segundo Lugar                                               | Estádio Vityaz           | 8.000      | 0 (não possui)    | 5             |
| FC Dinamo Stavropol                | Stavropol          | Krai de Stavropol       | Terceiro Lugar                                                     | Estádio Dínamo           | 15.589     | 0 (não possui)    | 4             |
| FC Spartak KavkazTransGaz Izobilny | Izobilnensky       | Krai de Stavropol       | Décimo Terceiro Lugar                                              | Estádio Fakel            | 1.290      | 0 (não possui)    | 5             |
| FC Sudostroitel Astracã            | Astracã            | Oblast de Astracã       | Décimo Quarto Lugar                                                | Estádio Astracã          | 5.000      | 0 (não possui)    | 4             |
| FC Jemtchujina                     | Sóchi              | Krai de Krasnodar       | Décimo Primeiro Lugar                                              | Estádio Central de Sóchi | 12.500     | 0 (não possui)    | 3             |
| FC Spartak Anapa                   | Anapa              | Krai de Krasnodar       | Sexto Lugar                                                        | Estádio Spartak          | --         | 0 (não possui)    | 6             |
| FC Krasnodar-2000                  | Krasnodar          | Krai de Krasnodar       | Quinto Lugar                                                       | Estádio Trud             | 1.000      | 0 (não possui)    | 3             |
| FC Jemtchujina Budyonnovsk         | Budyonnovsk        | Krai de Stavropol       | Décimo Quinto Lugar                                                | Estádio Yunost           | 3.000      | 0 (não possui)    | 4             |
| FC Nart Cherkessk                  | Cherkessk          | Carachai-Circássia      | Décimo Sétimo Lugar                                                | --                       | --         | 0 (não possui)    | 2             |
| FC SKVO Rostov do Don              | Rostov do Don      | Oblast de Rostov        | Vice Campeão                                                       | Estádio SKA SKVO         | 27.300     | 1 (2001 Zona Sul) | 9             |
| FC Mashuk-KMV Pyatigorsk           | Pyatigorsk         | Krai de Stavropol       | Décimo Primeiro Lugar                                              | Estádio Central          | 10.630     | 0 (não possui)    | 6             |
| FC Tekstilshchik Kamyshin          | Kamyshin           | Oblast de Volgogrado    | Acesso pelo Campeonato Russo de Futebol de 2001 - Terceira Divisão | Estádio Tekstilshchik    | 7.500      | 0 (não possui)    | 1             |
| FC Olímpia Volgogrado              | Volgogrado         | Oblast de Volgogrado    | Terceiro Lugar (Zona Volga)                                        | Estádio Olímpia          | 3.200      | 0 (não possui)    | 4             |

## Participantes da Zona Ural-Volga
| Equipe                             | Cidade            | Região                   | No ano anterior                                                  | Estádio           | Capacidade | Títulos               | Participações |
| ---------------------------------- | ----------------- | ------------------------ | ---------------------------------------------------------------- | ----------------- | ---------- | --------------------- | ------------- |
| FC Metallurg Metiznik Magnitogorsk | Magnitogorsk      | Oblast de Cheliabinsk    | Décimo Segundo Lugar (Zona Ural)                                 | Estádio Central   | --         | 0 (não possui)        | 10            |
| FC Dínamo Ijevsk                   | Ijevsk            | Udmúrtia                 | Décimo Terceiro Lugar (Zona Ural)                                | Estádio Torpedo   | 19.200     | 0 (não possui)        | 9             |
| FC Sodovik Sterlitamak             | Sterlitamak       | Bascortostão             | Vice Campeão (Zona Ural)                                         | Estádio Sodovik   | 6.200      | 0 (não possui)        | 9             |
| FC Zenit Cheliabinsk               | Cheliabinsk       | Oblast de Cheliabinsk    | Sétimo Lugar (Zona Ural)                                         | Estádio Central   | 15.000     | 0 (não possui)        | 6             |
| FC Gazovik Oremburgo               | Oremburgo         | Oblast de Oremburgo      | Quarto Lugar (Zona Ural)                                         | Estádio Gazovik   | 4.950      | 0 (não possui)        | 8             |
| FC KAMAZ Naberejnye Chelny         | Naberejnye Chelny | Tartaristão              | Sexto Lugar (Zona Ural)                                          | Estádio KAMAZ     | 10.000     | 0 (não possui)        | 5             |
| FC Dínamo Mashinostroitel Kirov    | Kirov             | Oblast de Kirov          | Oitavo Lugar (Zona Ural)                                         | Estádio Rússia    | 2.000      | 0 (não possui)        | 6             |
| FC Nosta Novotroitsk               | Novotroitsk       | Oblast de Oremburgo      | Décimo Primeiro Lugar (Zona Ural)                                | Estádio Metallurg | 10.000     | 0 (1999 Zona Ural)    | 11            |
| FC Alnas Almetyevsk                | Almetyevsk        | Tartaristão              | Nono Lugar (Zona Ural)                                           | Estádio Alnas     | 7.000      | 0 (não possui)        | 4             |
| FC Stroitel Ufa                    | Ufa               | Bascortostão             | Quinto Lugar (Zona Ural)                                         | Estádio Neftyanik | 4.500      | 0 (não possui)        | 3             |
| FC Lukoil Cheliabinsk              | Cheliabinsk       | Oblast de Cheliabinsk    | Terceiro Lugar (Zona Ural)                                       | Estádio Central   | 15.000     | 0 (não possui)        | 2             |
| FC Volga Ulianovsk                 | Ulianovsk         | Oblast de Ulianovsk      | Vice Campeão (Zona Volga)                                        | Estádio Trud      | 10.000     | 0 (não possui)        | 7             |
| FC Torpedo Volzhsky                | Volzhsky          | Oblast de Volgogrado     | Décimo Quinto Lugar (Zona Volga)                                 | Estádio Loginov   | 7.000      | 1 (Zona Central 1994) | 7             |
| FC Energetik Uren                  | Urensky           | Oblast de Níjni Novgorod | Quarto Lugar                                                     | Estádio Energetik | 3.000      | 0 (não possui)        | 8             |
| FC Lada SOK Dimitrovgrad           | Dimitrovgrad      | Oblast de Ulianovsk      | Sétimo Lugar                                                     | Estádio Torpedo   | 5.000      | 0 (não possui)        | 7             |
| FC Lokomotiv Níjni Novgorod        | Níjni Novgorod    | Oblast de Níjni Novgorod |                                                                  | Estádio Lokomotiv | 17.856     | 0 (não possui)        | 2             |
| FC Volga Níjni Novgorod            | Níjni Novgorod    | Oblast de Níjni Novgorod | Sexto Lugar (Zona Volga)                                         | Estádio Lokomotiv | 17.856     | 0 (não possui)        | 3             |
| FC Drujba Iochkar-Ola              | Iochkar-Ola       | Mari El                  | Décimo Segundo Lugar (Zona Volga)                                | Estádio Drujba    | 12.500     | 0 (não possui)        | 6             |
| FC Tobol Kurgan                    | Kurgan            | Oblast de Kurgan         | Acesso pelo Campeonato Russo de Futebol de 2002 - Quarta Divisão | Estádio Central   | 8.000      | 0 (não possui)        | 9             |

## Regulamento
O campeonato foi disputado no sistema de pontos corridos em turno e returno nos cinco torneios. Os campeões das Zonas se classificavam diretamente para o Campeonato Russo de Futebol de 2003 - Segunda Divisão e os dois últimos colocados de cada zona eram rebaixados para o Campeonato Russo de Futebol de 2003 - Quarta Divisão.

## Resultados do Campeonato

### Resultados da Zona Oeste
Arsenal de Tula foi o campeão e ascendeu para a segunda divisão russa. 

Sportakademklub e Pikalyovo foram rebaixados para a quarta divisão russa.

### Resultados da Zona Central
Oriol foi o campeão e ascendeu para a segunda divisão russa.

Biokhimik-Mordovia e Znamya Truda foram rebaixados para a quarta divisão russa.

### Resultados da Zona Leste
Luch foi o campeão e ascendeu para a segunda divisão russa.

Selenga foi rebaixado para a quarta divisão russa.

### Resultados da Zona Sul
Dinamo Makachkala foi o campeão e ascendeu para a segunda divisão russa.

Nart de Cherkessk e Shaktyor foram rebaixados para a quarta divisão russa.

### Resultados da Zona Ural-Volga
Kamaz foi o campeão e ascendeu para a segunda divisão russa. 

Metallurg-Metiznik e Spartak de Iochkar-Ola foram rebaixados para a quarta divisão russa.

## Campeão
| Campeão Russo da Terceira Divisão de 2003 - Zona Oeste |
| ------------------------------------------------------ |
| FC Arsenal Tula 2° Título                              |

| Campeão Russo da Terceira Divisão de 2003 - Zona Leste |
| ------------------------------------------------------ |
| FC Luch-Energiya Vladivostok 1° Título                 |

| Campeão Russo da Terceira Divisão de 2003 - Zona Central |
| -------------------------------------------------------- |
| FC Oriol 1° Título                                       |

| Campeão Russo da Terceira Divisão de 2003 - Zona Sul |
| ---------------------------------------------------- |
| FC Dínamo Makhachkala 1° Título                      |

| Campeão Russo da Terceira Divisão de 2003 - Zona Ural-Volga |
| ----------------------------------------------------------- |
| FC KAMAZ Naberejnye Chelny 1° Título                        |